# Kudo (catch)
Pour les articles homonymes, voir Kudo.
Kudo (工藤 敦), est un catcheur japonais né à Tokyo, qui travaille pour la Dramatic Dream Team (DDT).

## Carrière

### Dramatic Dream Team
Le 24 juillet 2011, il bat Shuji Ishikawa et remporte le KO-D Openweight Championship. Le 28 août suivant, il assure la première défense de son titre contre Keisuke Ishii. Il conserve une nouvelle fois son titre le 23 octobre contre Hikaru Sato, puis contre Masa Takanashi le 6 novembre, Harashima on le 27 novembre et le 31 décembre contre Mikami. Il perd son titre le 29 janvier 2012 contre Danshoku Dino.

## Palmarès
- Dramatic Dream Team
  - DDT Jiyugaoka Six-Person Tag Team Championship avec Antonio Honda et Yasu Urano
  - 2 fois Ironman Heavymetalweight Championship
  - 6 fois KO-D 6-Man Tag Team Championship avec  Masa Takanashi/Masahiro Takanashi et Yukio Sakaguchi (actuel)
  - 4 fois KO-D Openweight Championship
  - 4 fois KO-D Tag Team Championship avec Hero! (2), Yasu Urano (1), et Makoto Oishi (1)
  - King of DDT (2005, 2011)
  - KO-D Tag Team League (2004) avec Hero!
  - Puroresu Koshien (2003)
  - Takechi Six Man Tag Scramble Cup (2006) avec Mikami et Shiima Xion
  - MAGP Award (17 février 2013)

## Récompenses des magazines
- Pro Wrestling Illustrated

| Année | 2006 | 2007 | 2008 | 2009 à 2014 | 2015 |
| ----- | ---- | ---- | ---- | ----------- | ---- |
| Rang  | 237  | 301  | 248  | Non classé  | 299  |